# 湖區站 (莫斯科地鐵)
湖區站（羅馬化：Ozyornaya）是莫斯科地鐵加里宁-松采沃线的一個車站。此站在2018年8月30日啟用。